# Schöner von Wiltshire
Der Schöne von Wiltshire, auch Wiltshire, Beauty of Wiltshire oder in Bayern Weiße Wachsrenette ist eine Sorte des Kulturapfels (Malus domestica). Der Apfel stammte ursprünglich aus der Grafschaft Wiltshire im Südwesten Englands, ist heute aber vor allem in Süddeutschland verbreitet. Angebaut wird er vor allem auf Streuobstwiesen für den Mostgewinn, ist aber auch als Tafelapfel zum Direktverzehr geeignet. Selbst in Deutschland steht er allerdings auf der Roten Liste gefährdeter Nutzpflanzen.
Über die Herkunft des Apfels ist wenig bekannt. Nachgewiesen ist er seit 1840.

## Frucht
Der Apfel ist relativ groß. Die Frucht ist unregelmäßig aufgebaut und abgestumpft. Er ist merklich breiter als hoch. Die Schale hat ein gelbliches Grün, nach der Ernte ein Grün, das sich später in ein gelbliches Grün verfärbt. Die Fruchtseite hat oft leicht rötliche Streifen. Sie ist etwas punktiert. Die Schale ist leicht fettig. Der Geschmack ist intensiv mit einem hohen Säure- aber auch einem hohen Zuckeranteil. Auffallend ist der deutliche Geruch.
Der Kelch ist halboffen. Der Stiel mittellang (etwa 16 bis 25 Millimeter), dick, holzig und leicht bewollt. Das weit geöffnete Kernhaus enthält zahlreiche fruchtbare Samen.

## Anbau
Der Apfel ist sehr frosthart und so auch zum Anbau in rauen Lagen geeignet. Auch die Ansprüche an den Boden sind gering. Er ist sehr resistent gegen Schorf und liefert einen regelmäßigen Ertrag. Der Baum wächst zuerst stark, später mittelstark. Im kommerziellen Anbau ist ein starker Erziehungsschnitt erforderlich. Der Apfel ist ein guter Pollenspender für andere Sorten. Die Blüte ist mittelfrüh und ebenfalls sehr robust gegen Frost.